# Zenon Grocholewski

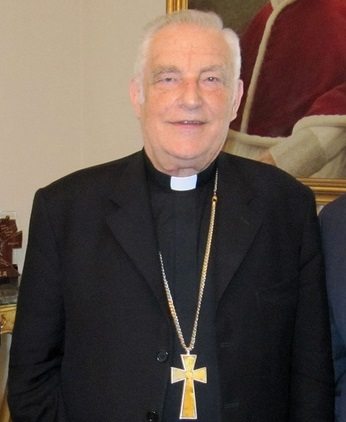
Kardinal Grocholewski (2010)

Wappen von Zenon Kardinal Grocholewski

Zenon Kardinal Grocholewski (* 11. Oktober 1939 in Bródki, Polen; † 17. Juli 2020 in Rom, Italien) war ein polnischer Geistlicher und Kurienkardinal der römisch-katholischen Kirche.

## Leben
Zenon Grocholewski empfing nach seiner theologischen und philosophischen Ausbildung am Priesterseminar in Posen am 27. Mai 1963 das Sakrament der Priesterweihe. Anschließend war er drei Jahre lang Vikar in Posen, ehe er an der Päpstlichen Universität Gregoriana in Rom ein Promotionsstudium absolvierte. 1972 wurde er mit der in Latein verfassten Arbeit De exclusione indissolubilitatis ex consensu matrimoniali eiusque probatione mit summa cum laude zum Doktor des Kanonischen Rechts promoviert. Nach einem Aufbaustudium mit Aufenthalten in Frankreich und Deutschland erhielt er die Zulassung zum Avvocato Rotale.
In den Jahren 1972 bis 1999 arbeitete er am Obersten Gerichtshof der Apostolischen Signatur als Notar (1972–1977), Kanzler (1977–1982), Generalsekretär (1982–1998) und Präfekt (1998–1999). In Ausübung des Amtes des Präfekten war er auch Vorsitzender des Kassationshof der Vatikanstadt. Er lehrte Kanonisches Recht an der Gregoriana (1975–1999) und der Päpstlichen Lateranuniversität (1980–1984) sowie dem Studio Rotale (1986–1998). Darüber hinaus hatte er an der Novellierung des Codex Iuris Canonici von 1983 erheblichen Anteil.
Am 21. Dezember 1982 ernannte ihn Papst Johannes Paul II. zum Titularerzbischof von Acropolis und spendete ihm am 6. Januar 1983 die Bischofsweihe.
Am 5. Oktober 1998 wurde er Präfekt der Apostolischen Signatur. 1999 ernannte ihn Johannes Paul II. zum Präfekten der Kongregation für das Katholische Bildungswesen und nahm ihn am 21. Februar 2001 als Kardinaldiakon mit der Titeldiakonie San Nicola in Carcere in das Kardinalskollegium auf.
Grocholewski war als Präfekt der Kongregation für katholische Bildung zugleich amtierender Magnus Cancellarius der Päpstlichen Universität Gregoriana, des Päpstlichen Instituts für Arabische und Islamische Studien (PISAI), des Päpstlichen Bibelinstituts (PIB), des Päpstlichen Instituts für Kirchenmusik (Musica sacra), des Päpstlichen Instituts für christliche Archäologie (PIAC) sowie Patron des Lateinamerika-Instituts und der Fakultät für christliche und klassische Literaturwissenschaften (FLCC) an der Universität der Salesianer. Er leitete das Päpstliche Werk für geistliche Berufe.
Am 21. Februar 2011 wurde er unter Beibehaltung seiner pro hac vice zur Titelkirche erklärten Titeldiakonie zum Kardinalpriester erhoben.
Papst Franziskus bestätigte ihn am 30. November 2013 im Amt des Präfekten der Kongregation für das Katholische Bildungswesen. Am 31. März 2015 nahm Papst Franziskus das von Zenon Grocholewski aus Altersgründen vorgebrachte Rücktrittsgesuch an. Er verstarb am 17. Juli 2020 in Rom.
Zenon Grocholewski veröffentlichte mehrere Bücher und über 550 Artikel, die in 12 Sprachen publiziert wurden. Er war Mitherausgeber mehrerer Fachzeitschriften über kanonisches Recht und Mitglied zahlreicher wissenschaftlicher Vereinigungen.

## Ehrungen und Auszeichnungen
- Medaille Polonia semper fidelis für seinen Einsatz für Polen (Polen, 1998)
- Medaille des Heiligen Gorazd der Slowakischen Republik (Slowakei, 2000)
- Orden del Mérito (Chile; Großkreuz 2003)
- Verdienstorden der Bundesrepublik Deutschland (Großes Verdienstkreuz mit Stern und Schulterband, 2005)
- Orden Polonia Restituta (Polen; Komtur mit Stern, 2009)
- Ordre des Palmes Académiques (Frankreich; Komtur, 2009)
- Ehrenbürgerwürde der Städte Trenton (New Jersey) (USA), Princeton (New Jersey) (USA), Agropoli (Italien), Posen und Levoča (Slowakische Republik)
- Ehrendoktorwürden, unter anderem der Kardinal-Stefan-Wyszyński-Universität (1999), der Katholischen Universität Lublin (1999), der Universität Passau (2001) und der Katholischen Péter-Pázmány-Universität (2010).

## Mitgliedschaften in der römischen Kurie
Zenon Grocholewski war Mitglied der folgenden Kongregationen und Räte der römischen Kurie:
- Kongregation für die Glaubenslehre (seit 2001)[5]
- Kongregation für die Bischöfe (seit 2001[5], bestätigt 2013[6])
- Kongregation für den Gottesdienst und die Sakramentenordnung (seit 2005)[7]
- Kongregation für die Evangelisierung der Völker (seit 2007)[8]
- Apostolische Signatur (seit 2006)[9]
- Päpstlicher Rat für die Gesetzestexte (seit 2001)[10]
- Rat für Ozeanien der Bischofssynode